# 취리히 공항역
취리히 공항역(Bahnhof Zürich Flughafen)은 스위스 취리히 공항을 운행하는 기차역이다. 역은 취리히주와 클로텐 지자체에 있는 공항의 주요 지상 여객터미널인 공항센터 아래에 있다.

## 역사
취리히 공항이 1948년에 처음 개항했을 때 가장 가까운 철도는 욀리콘에서 에프레티콘까지의 단일 선로였다. 원래 취리히에서 빈터투어선까지의 주요 노선에서 순환운행을 했다. 이 노선은 공항터미널에서 각각 1.5km 및 2.1km 떨어진 클로텐 발스베르크와 클로텐역을 통과했다. 1980년에 그리고 공항에 대한 접근성을 개선하기 위해 욀리콘과 에프레티콘 사이에 새로운 본선이 건설되었다. 새로운 노선이 공항터미널 아래를 지나고 공항역이 개통되었다. 원래 역은 시외열차만 운행할 예정이었으나, 지금은 장거리 열차와 시외열차가 혼합되어 운행된다.
욀리콘에서 클로텐 발스베르크 및 클로텐을 거쳐 바서스도르프까지의 이전 노선은 유지되었으며, 공항과 화물열차가 정차하지 않는 시외열차가 사용한다. 바서스도르프에서 에프레티콘까지의 구간은 버려졌고, 클로텐 노선의 기차는 이제 이 여정의 이 구간을 위해 새로운 노선에 합류한다. 다른 시외열차는 디에티콘을 통해 원래의 본선을 사용한다.

## 레이아웃 및 시설
역은 욀리콘과 에프레티콘 사이의 공항철도 노선에 위치하며, 이 노선은 취리히에서 빈터투어까지의 간선 노선 중 하나이다. 완전히 지하에 있는 역에는 각각 길이가 400m인 4개의 플랫폼을 제공하는 2개의 섬 플랫폼이 있다. 플랫폼은 에스컬레이터와 리프트를 통해 역 매표소가 있는 공항 센터와 연결되어 있다. 또한 공항 센터에는 여러 층의 소매점 및 케이터링 시설이 있으며, 체크인 및 보안검색을 통해 에어사이드 센터와 게이트 라운지로 이동할 수 있다.
공항터미널 단지에는 지역버스 노선이 운행되는 버스 정류장과 취리히 트램 노선 10호선, 12호선이 운행되는 슈타트반 글라탈 경전철 시스템의 정류장이 있다. 공항센터를 통해 역에서 액세스할 수 있다.

## 운행
이 역에는 스위스 전역의 도시를 운행하는 유로시티 (EC), 인터시티 (IC) 및 인터레기오 (IR) 열차와 S2, S16 및 S16, S24 라인의 취리히 S-반 열차가 혼합된 형태로 하루에 약 300대의 열차가 운행된다. 대부분의 기차는 취리히 중앙역까지 운행하며, 하루에 시간당 약 13개의 기차(tph)가 9분에서 13분 정도 소요된다.
공항역은 또한 매시간 스위스 인터레기오 기차로 독일 국경 너머에 있는 콘스탄츠역과 연결되어 있다. 취리히 중앙역에서 오스트리아의 브레겐츠, 그리고 뮌헨에 이르는 다양한 독일 도시로 가는 도중에 매일 여러 대의 유로시티 열차가 공항역에 도착한다.

### 운행편
2020년 12월 시간표 변경에 따라 취리히 공항에서 다음 서비스가 정차한다.
- 유로시티 : 취리히 중앙역과 뮌헨 중앙역 사이를 2시간 간격으로 운행한다.
- 인터시티 :
  - 제네바 공항 또는 로잔과 장크트갈렌 사이를 30분 간격으로 운행한다. 로르샤흐까지 매시간 운행.
  - 브리크와 로만스호른 사이의 시간별 서비스.
- 인터레기오 :
  - 취리히 중앙역과 쿠어 사이를 매시간 운행한다.
  - 바젤 SBB까지 매시간 운행 .
  - 루체른과 콘스탄츠 간 매시간 운행 .
- 취리히 S-반 :
  - S2: 치겔브뤼케까지 30분 간격 운행.
  - S16: 헤를리베르크-펠트마일렌까지
  - S24: 추크와 빈터투어 간 30분 간격 운행; 기차는 빈터투어에서 타잉엔 또는 바인펠덴까지 운행

## 갤러리

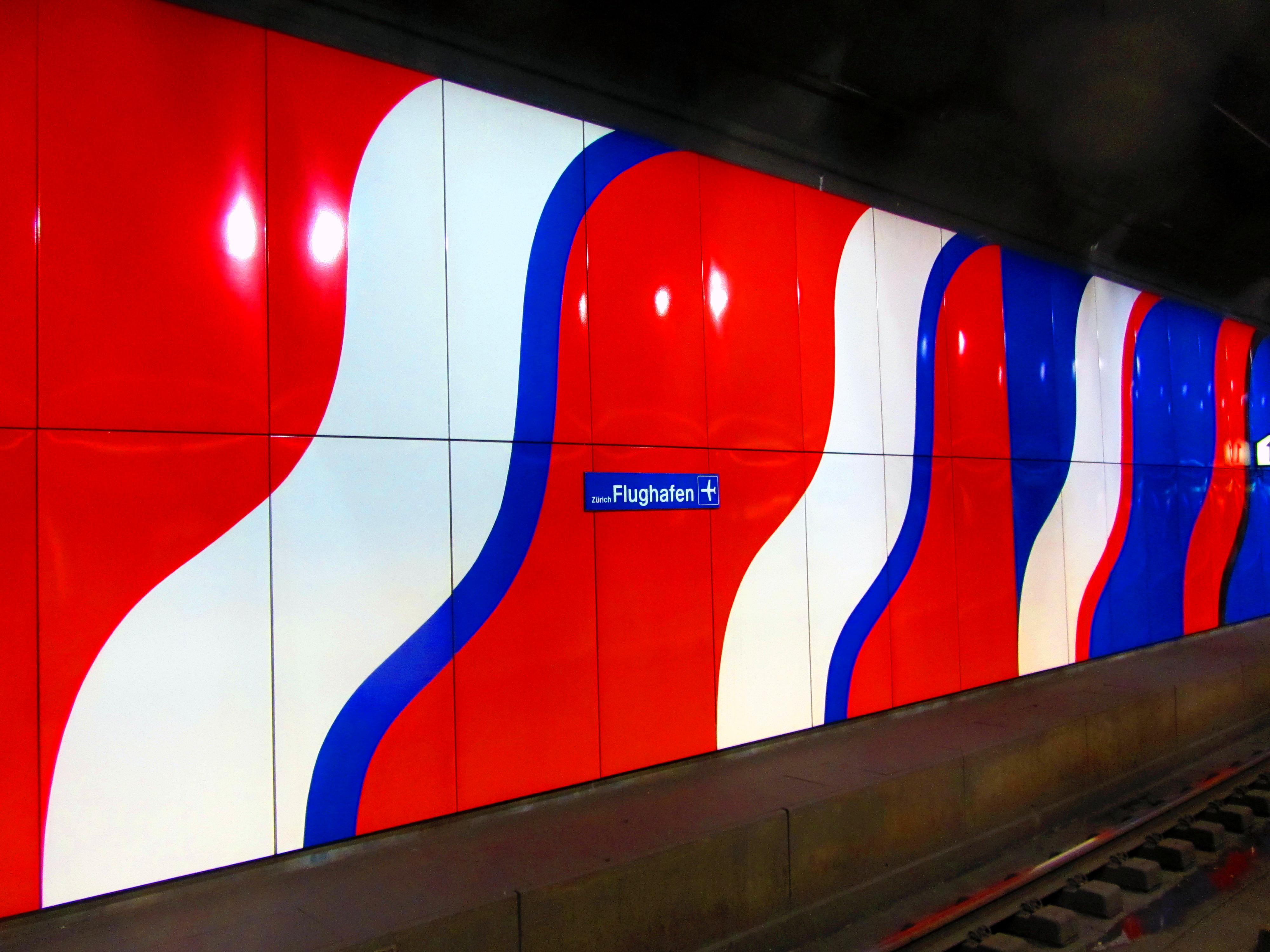
역의 월 아트
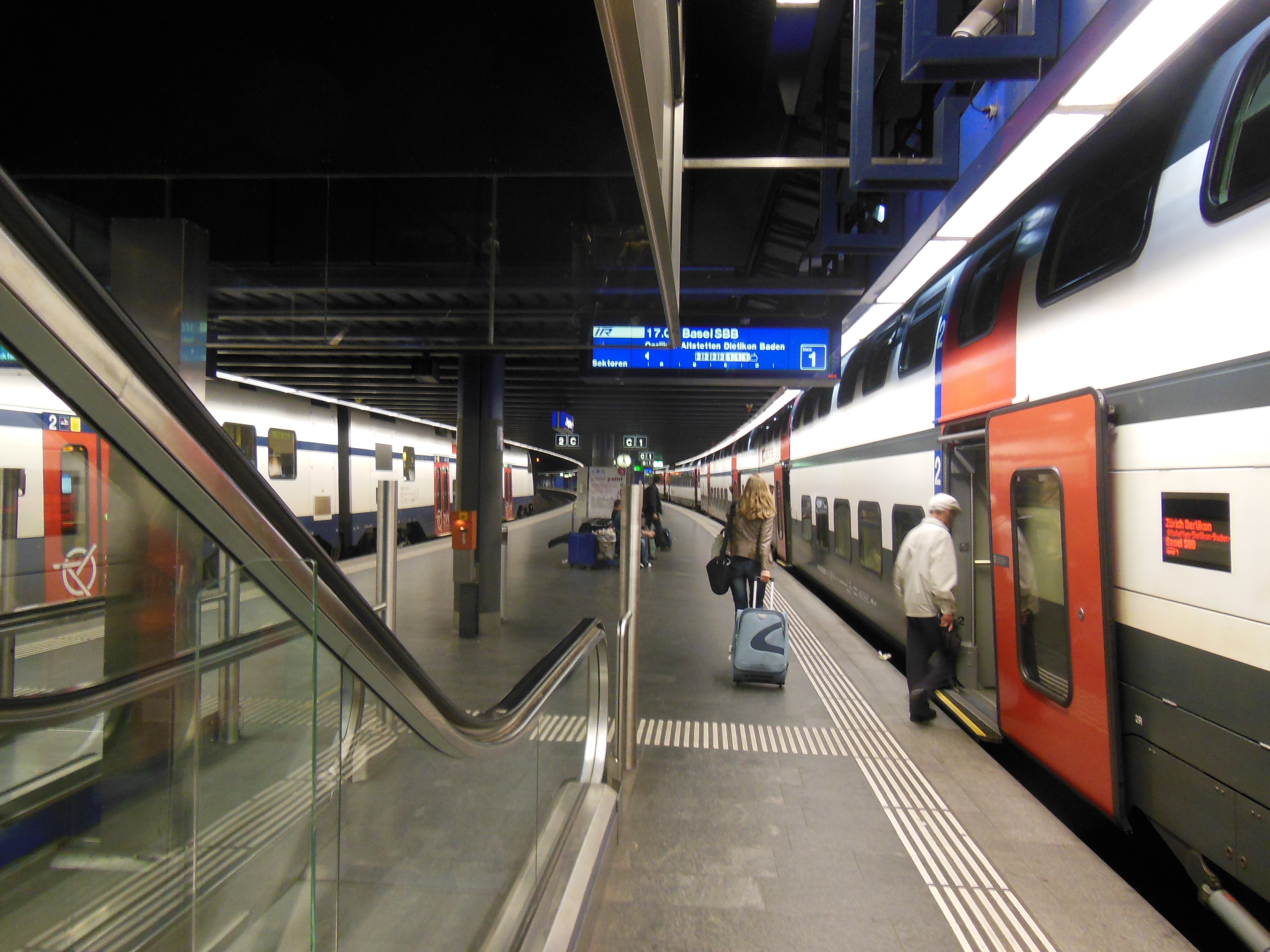
더블-덱 S-반 (좌)와 인터레기오 (우) 차량
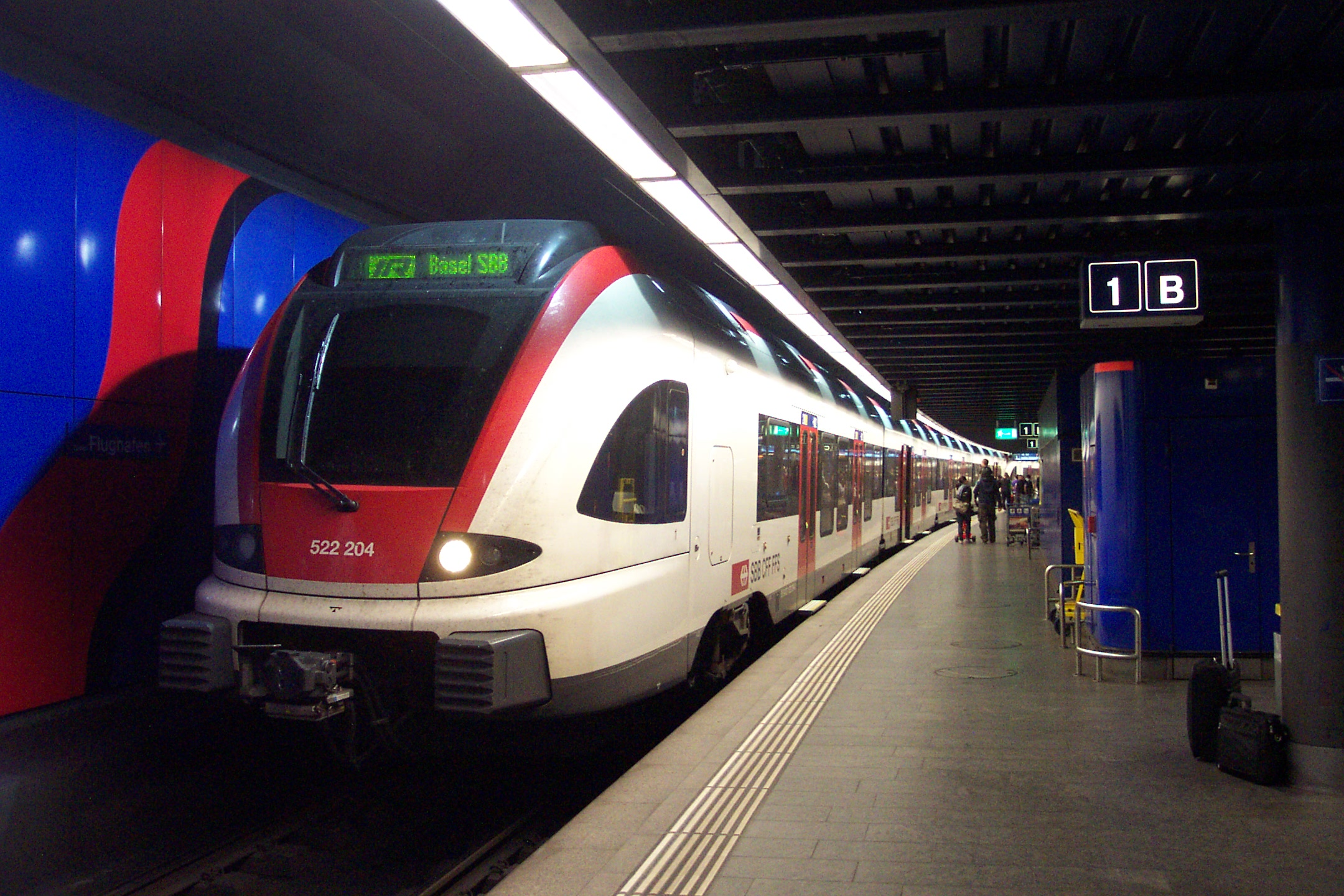
바젤행 차량
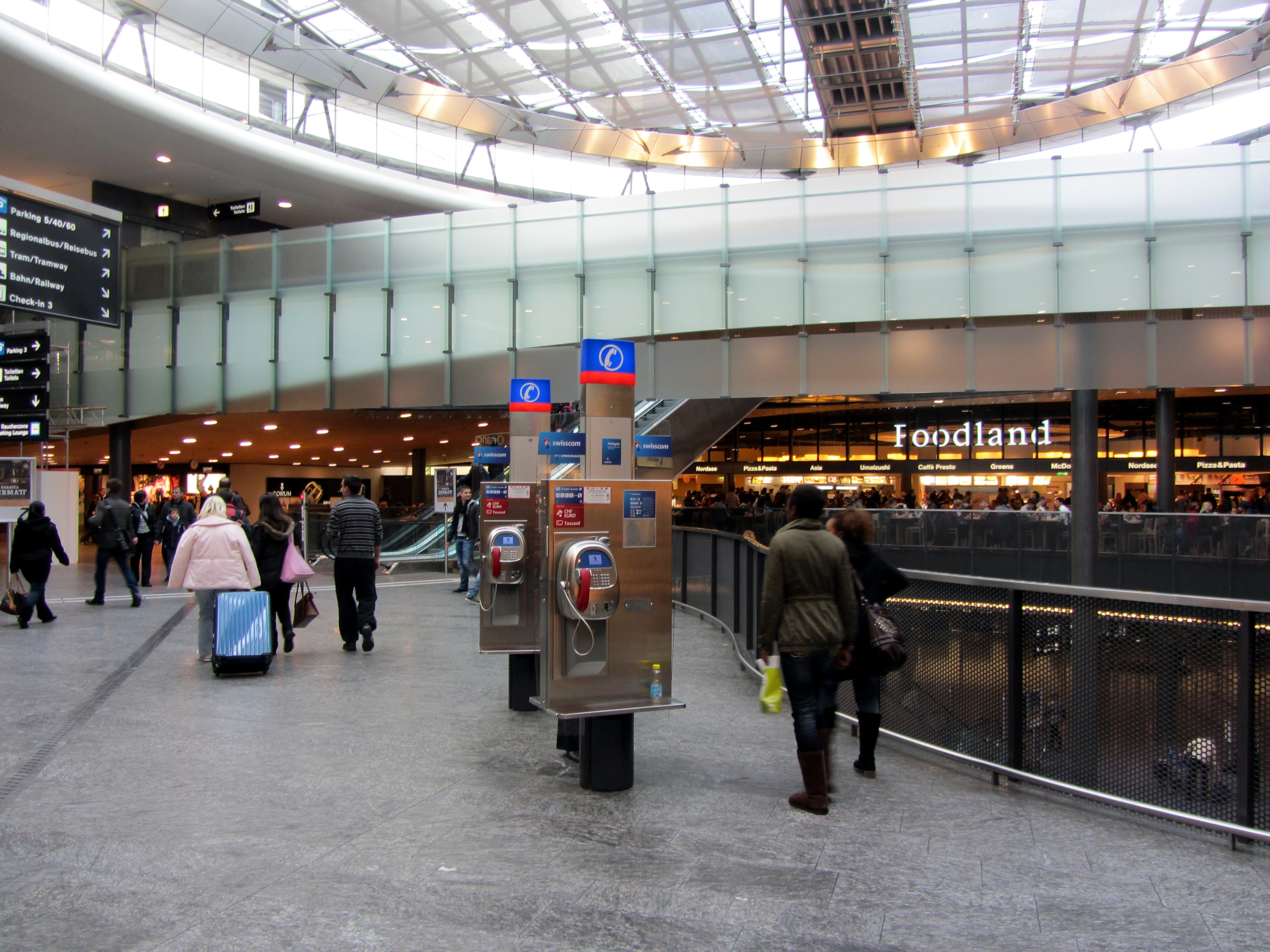
같은 층의 에어포트 센터, 한 층 위로 역 사무소와 발권기가 있고, 2층 위에 트랙이 있다

## 같이 보기
- 스위스의 철도